# جان یوستس
جان یوستس (انگلیسی: John Eustace؛ زادهٔ ۳ نوامبر ۱۹۷۹) یک بازیکن فوتبال سابق و مربی کنونی اهل بریتانیا است.